# Roberto Faenza
Roberto Faenza (Torí, 21 de febrer de 1943) és un director de cinema italià. Es va llicenciar en Ciències Polítiques i es va diplomar al Centre Experimental de Cinematografia.

## Carrera
Faenza va debutar com a director l'any 1968 amb l'èxit internacional Escalation, una pel·lícula que descriu les diferents vessants del poder a través de la relació entre un pare de classe mitjana i el seu fill hippie. Immediatament després va dirigir H2S, una disculpa furiosa del moviment de 1968, decomissada dos dies després del seu llançament i des de llavors no distribuïda. Després d'aquest segrest va viatjar als Estats Units per ensenyar al Federal City College de Washington DC.
El 1978 va dirigir Forza Italia!, una sàtira ferotge sobre el poder del partit demòcrata cristià italià que cobreix trenta anys d'història política italiana. La pel·lícula va ser retirada de les sales el dia que Aldo Moro, president de la demòcrata cristiana, va ser segrestat, i va romandre prohibida durant més de 15 anys. L’assassinat Aldo Moro acabaria recomanant (en les seves memòries manuscrites trobades al cau de les Brigades Roges a via Monte Nevoso a Milà) veure la pel·lícula "si hom vol adonar-se de la imprudència dels seus companys de partit".
El 1980 Faenza va triar el Partit Comunista Italià com a tema amb Si salvi chi vuole. Considerat com un director políticament incorrecte, es va veure obligat a treballar fora d'Itàlia per poder trobar finançament: el 1983 va filmar Copkiller (L'assassino dei poliziotti) a Nova York amb Harvey Keitel, Nicole Garcia i el líder dels Sex Pistols, Johnny Rotten.
La seva activitat no es limita al cinema: autor d'assaigs i llibres (el més conegut entre ells Senza chiedere permesso, Il malaffare, Gli americani in Italia), al seu retorn a Itàlia va ensenyar Comunicació de masses a la Universitat de Pisa. Després de Copkiller (L'assassino dei poliziotti) es va inspirar en la literatura com a font d'històries.
El 1990 va dirigir Mio caro dottor Gräsler, basada en un conte d'Arthur Schnitzler amb un ampli repartiment d'actors coneguts: Keith Carradine, Miranda Richardson, Kristin Scott Thomas i Max von Sydow. El 1993 va dirigir Jona che visse nella balena protagonitzada per l'actriu Juliet Aubrey per la qual va ser guardonat amb el David di Donatello al millor director. La pel·lícula va ser presentada al 18è Festival Internacional de Cinema de Moscou on va guanyar el Premi del Jurat Ecumènic.
Dos anys després una altra novel·la (aquesta vegada d'Antonio Tabucchi) va ser la font: Sostiene Pereira, l'última pel·lícula italiana de Marcello Mastroianni, aquesta últim guardonat amb un David di Donatello al millor actor protagonista. El 1997 va dirigir Marianna Ucrìa basada en la novel·la La lunga vita di Marianna Ucria de Dacia Maraini. Va ser inscrita al 20è Festival Internacional de Cinema de Moscou.
El 1999 va dirigir L'amante perduto, inspirada en el best-seller d'Abraham B. Yehoshua sobre l'enfrontament en curs entre jueus i palestins. El 2003 va rebre èxit internacional amb Prendimi l'anima, basat en la passió ardent entre Carl Gustav Jung i la seva jove pacient russa Sabina Spielrein.
Les seves pel·lícules més recents són: Alla luce del sole, sobre la vida de Pino Puglisi, el rector assassinat a Palermo per la la màfia el 1993, interpretada. per Luca Zingaretti (Nominació al Premi de l'Acadèmia Europea (EFA) com a millor director 2005; Premi David Giovani a la millor pel·lícula; Premi Flaiano al millor actor protagonista i Premi del públic a la millor pel·lícula; Premi al millor actor protagonista al Festival Internacional de Cinema de Karlovy Vary 2005; Premi San Fedele a la millor pel·lícula); I giorni dell'abbandono, inspirat en la novel·la d'Elena Ferrante, amb Margherita Buy, Luca Zingaretti i el músic Goran Bregović. I Vicerè basat en la novel·la de Federico De Roberto de 1894 es va estrenar el 2007.
La seva darrera pel·lícula (2012) és Someday This Pain Will Be Useful to You, rodada a Nova York i basada en la novel·la de Peter Cameron, protagonitzat per Ellen Burstyn i Marcia Gay Harden. També van protagonitzar la pel·lícula Toby Regbo, Peter Gallagher, Deborah Ann Woll, Lucy Liu i Stephen Lang. El 2022 va presentar al Bif&st Hill of Vision, dedicat a la vida de Mario Capecchi.

## Filmografia

### Director

#### Cinema
- Escalation (1968)
- H2S (1969)
- Forza Italia! (1977) - documentario
- Si salvi chi vuole (1980)
- Copkiller (L'assassino dei poliziotti) (1982)
- Mio caro dottor Gräsler (1991)
- Jona che visse nella balena (1993)
- Sostiene Pereira (1996)
- Marianna Ucrìa (1997)
- L'amante perduto (1999)
- Prendimi l'anima (2002)
- Alla luce del sole (2005)
- I giorni dell'abbandono (2005)
- I Viceré (2007)
- Il caso dell'infedele Klara (2009)
- Someday This Pain Will Be Useful to You (2011)
- Anita B. (2014)
- La verità sta in cielo (2016)
- Hill of Vision (2022)

Televisió
- Il delitto di via Poma (2011) - film TV

### Guionista
- Escalation (1968)
- H2S (1969)
- Forza Italia! (1977)
- Copkiller (L'assassino dei poliziotti) (1982)
- Mio caro dottor Gräsler (1991)
- Jona che visse nella balena (1993)
- Sostiene Pereira (1996)
- Marianna Ucrìa (1997)
- L'amante perduto (1999)
- Prendimi l'anima (2002)
- Alla luce del sole (2005)
- I giorni dell'abbandono (2005)
- Il caso dell'infedele Klara (2009)
- Un giorno questo dolore ti sarà utile (2011)
- Il delitto di via Poma (2011)
- La verità sta in cielo (2016)
- Hill of Vision (2022)

## Assaigs
- Senza chiedere permesso. Come rivoluzionare l'informazione. Feltrinelli, Milano, 1973
- Attenti al cavo. Rivoluzione nella televisione dopo le sentenze della Corte costituzionale, Guaraldi, Firenze, 1974
- Fanfan la tivù : storie di famiglie di dollari e di televisioni, Feltrinelli, Milano, 1974
- Wir fragen nicht mehr um Erlaubnis, Berlino, Basis Verlag, 1975
- Tra abbondanza e compromesso, Feltrinelli, Milano, 1975
- Gli americani in Italia, AAVV, Feltrinelli, Milano, 1976
- Le Phénoméne radio en Italie, Conseil de L'europe, Strasbourg, 1977
- Partecipazione e/o comunicazione, in La partecipazione tradita, AAVV, Sugarco, Milano, 1977
- Il malaffare: dall'America di Kennedy all'Italia, a Cuba, al Vietnam, AAVV, Mondadori, Milano, 1978
- Modelli e contenuti delle trasmissioni televisive. Un esperimento di analisi comparata, Rai-VPT, Roma, 1981
- Partecipazione e comunicazione di massa, in Urbanistica e comunicazioni di massa, AAVV, Franco Angeli, Milano, 1981
- Bibliografia delle comunicazioni e della cultura di massa, ETS, Pisa, 1983
- Computerland, Dall'America al Giappone viaggio nella terra dei computer e degli automi, Sugarco, Milano, 1985
- Tempi di informazione. Dalla sociologia delle comunicazioni all'informatica, Dedalo, Bari, 2003
- Forza Italia! Il ritratto più divertente, spietato e censurato della prima Repubblica, Rizzoli, 2006 - con film in DVD

## Reconeixements
- Grolla d'oro 1968 – Millor director novell per Escalation
- David di Donatello 1993 – Millor director per Jona che visse nella balena
- David di Donatello 1993 – Candidatura al millor argument per Jona che visse nella balena
- David di Donatello 1997 – Candidatura a millor director per Marianna Ucrìa
- David di Donatello 2005 – Premi David Jove per Alla luce del sole
- David di Donatello 2008 – Candidatura al David Jove per I Viceré
- Nastri d'argento 1994 – Candidatura al millor director per Jona che visse nella balena
- Nastri d'argento 1994 – Candidatura al millor argument per Jona che visse nella balena
- Nastri d'argento 2003 – Candidatura al millor argument per Prendimi l'anima
- Nastri d'argento 2017 – Nastro d'argento a la carrera per La verità sta in cielo
- Globo d'oro 1968 – Millor opera prima per Escalation
- Globo d'oro 1993 – Candidatura a millor pel·lícula per Jona che visse nella balena
- Globo d'oro 1997 – Millor guió per Marianna Ucrìa
- Globo d'oro 1997 – Candidatura a la millor pel·lícula per Marianna Ucrìa
- Globo d'oro 2003 – Candidatura a la millor pel·lícula per Prendimi l'anima
- Globo d'oro 2003 – Candidatura al millor argument per Prendimi l'anima
- Globo d'oro 2006 – Millor guió per I giorni dell'abbandono
- Globo d'oro 2008 – Candidatura al millor director per I Viceré
- Globi d'oro 2012 – Millor guió per Un giorno questo dolore ti sarà utile